# Omar Jawo
Omar Jawo (* 8. November 1981 in Banjul) ist ein gambisch-schwedischer Fußballspieler. Er spielt derzeit für den Syrianska FC in der schwedischen Allsvenskan.

## Karriere
Jawo begann seine Karriere bei Jugend von Assyriska Föreningen. Er wechselte 2002 in die Profimannschaft und schoss seine ersten Tore und unterzeichnete im Januar 2003 einen Vertrag mit IK Frej. Nach einer Saison beim IK Frej wurde er nach Vallentuna BK verkauft. Im Februar 2005 unterzeichnet für Väsby United und spielte 57 Spiele, bei denen er drei Tore erzielte, bevor im Februar 2009 für Gefle IF unterzeichnet.

## Persönliches Leben
Omars Bruder Amadou Jawo spielt derzeit in Borås für den IF Elfsborg. und sein jüngster Bruder Momodou Jawo (* 12. September 1987) ist Torhüter, derzeit aber ohne Vertrag.